# Maiske, Sînelnîkove
Maiske (în ucraineană Майське) este localitatea de reședință a comunei Maiske din raionul Sînelnîkove, regiunea Dnipropetrovsk, Ucraina.

## Demografie
Componența lingvistică a localității Maiske
     Ucraineană (87,7%)
     Rusă (11,22%)
     Alte limbi (0,41%)
Conform recensământului din 2001, majoritatea populației localității Maiske era vorbitoare de ucraineană (87,7%), existând în minoritate și vorbitori de rusă (11,22%).